# Ballahalli, Mysore
Ballahalli là một làng thuộc tehsil Mysore, huyện Mysore, bang Karnataka, Ấn Độ.